# Yorick Spiegel
Yorick Spiegel (* 13. April 1935 in Düsseldorf; † 23. September 2010 in Langen) war ein deutscher evangelischer Theologe.

## Leben
Spiegel studierte Evangelische Theologie an der Universität Hamburg und an der Kirchlichen Hochschule Berlin-Zehlendorf, wo er von 1961 bis 1968 als Assistent von Martin Fischer arbeitete und 1968 zum Dr. theol. promoviert wurde. Anschließend war er Gemeindepfarrer in Rheinhausen und Essen und habilitierte sich 1972 an der Ruhr-Universität Bochum. Von 1974 bis zu seiner Emeritierung 1998 war er Professor für Systematische Theologie (Sozialethik) an der Johann-Wolfgang-Goethe-Universität Frankfurt am Main.
Seine Habilitationsschrift Der Prozeß des Trauerns. Analyse und Beratung von 1972 wurde 1973 unter gleichem Titel veröffentlicht. Darin beschreibt er Trauer bei Menschen, die einen nahen Angehörigen verloren haben, in einem Phasenmodell mit vier Phasen.
Er vertrat eine sehr menschliche, eher Praktische Theologie, die psychoanalytische wie politische Kirchenkritik in die Lehre kirchlichen und seelsorglichen Handelns integrieren konnte.
Spiegel war Mitglied der Deutschen Paul-Tillich-Gesellschaft. Er starb am 23. September 2010 und wurde am 29. September 2010 in Dreieich beigesetzt.

## Die vier Phasen der Trauer nach Spiegel
SchockphaseDie Nachricht vom Tod eines geliebten Menschen führt zunächst zu einem Gefühl der Betäubung und des Schocks. Der Trauernde will den Tod nicht akzeptieren und ist zu keiner Gefühlsregung fähig. Diese Phase dauert normalerweise einige Stunden, maximal ein bis zwei Tage.
Kontrollierte PhaseDie mit der Vorbereitung der Beerdigung verbundenen Aufgaben nehmen den Trauernden stark in Anspruch. Das ist durchaus willkommen, denn es lenkt von den eigenen Gefühlen ab, die mit allen Mitteln zurückgehalten werden, um keinen Zusammenbruch zu erleiden. Trauernde empfinden diese Phase oft, als wären sie unbeteiligte Zuschauer in einem Film, der an ihnen vorüberzieht.
Phase der RegressionNach der Beerdigung und der Abreise der Angehörigen ist der Trauernde weitgehend sich selbst überlassen. Das Interesse am „äußeren“ Leben ist gering, wichtig ist jetzt die Verarbeitung des Erlebten. Dabei macht sich der Trauernde oft ein Idealbild des Verstorbenen und blendet negative Erfahrungen zunächst aus. Dadurch werden die Trauer und die Verlusterfahrung noch weiter vergrößert. Nach und nach gelingt es aber, auch die weniger schönen Anteile in der Erinnerung wieder zuzulassen.
Phase der AnpassungZumeist erst nach mehreren Monaten ist der Trauernde wieder in der Lage, sich seiner Umwelt vermehrt zuzuwenden. Er ist jetzt, trotz Rückfällen in Traurigkeit und Angst, wieder in der Lage, neue Beziehungen einzugehen, die über eine Ersetzung des erlittenen Verlustes hinausgehen. Normalerweise ist diese Phase etwa nach einem Jahr abgeschlossen.

## Schriften
- Theologie der bürgerlichen Gesellschaft. Sozialphilosophie und Glaubenslehre bei Friedrich Schleiermacher. Kaiser, München 1968 (Dissertation 1967 Kirchliche Hochschule Berlin).
- Kirche als bürokratische Institution (= Theologische Existenz heute 160). Kaiser, München 1969.
- Pfarrer ohne Ortsgemeinde. Chr. Kaiser Verlag, München/ Grünewald, Mainz 1970.
- Der Pfarrer im Amt. Kaiser, München 1970.
- Der Prozeß des Trauerns. Analyse und Beratung. Kaiser, München 1973; auch Gütersloh 1973, ISBN 3-579-05060-5.
- zusammen mit Joachim Scharfenberg: Einleitung zu: Theodor Reik: Dogma und Zwangsidee. 1927. Kohlhammer, Stuttgart 1973.
- Herausgabe von: Kirche und Klassenbindung. Studien zur Situation der Kirchen in der Bundesrepublik Deutschland. Frankfurt a. M. 1974
- Glaube wie er leibt und lebt, 3 Bände. Chr. Kaiser Verlag, 1984
- Wirtschaftsethik und Wirtschaftspraxis. Ein wachsender Widerspruch? Stuttgart 1991, ISBN 3-17-011732-7.
- zusammen mit Peter Kutter: Kreuzwege. Theologische und psychoanalytische Zugänge zur Passion Jesu. Kohlhammer 1997